# Паутинник карминно-красный
Паутинник карминно-красный, или киноварный (лат. Cortinarius cinnabarinus) — ядовитый гриб семейства паутинниковые (Cortinariaceae).
Синонимы:
- Dermocybe cinnabarina (Fr.) Wünsche 1877

## Описание
- Шляпка 2—6 см в диаметре, полушаровидная, затем становится выпуклой, голая, по краю иногда шелковисто-волокнистая, гигрофанная, окрашена в киноварно-оранжевые, тёмно- или киноварно-красные цвета, с бурым оттенком. Кортина киноварно-красного цвета.
- Пластинки приросшие зубцом, редкие, толстые, у молодых грибов киноварно-красные или киноварно-оранжевые, у зрелых — киноварно-ржаво-бурые.
- Мякоть красного цвета. Запах слабый, редечный. Вкус отсутствует.
- Ножка 3—7×0,5—1,2 см, цилиндрической формы, иногда с утолщённым основанием, волокнистая, киноварно-красного или киноварно-оранжевого цвета.
- Споровый порошок жёлто-бурый. Споры 7—10×4,5—6 мкм, эллипсоидно-яйцевидной, зерновидной или почти цилиндрической формы

## Экология и ареал
Встречается в лиственных, редко хвойных лесах.
В Европе произрастает в Австрии, Бельгии, Болгарии, Великобритании, Венгрии, Дании, Италии, Польше, Румынии, Белоруссии, Латвии, Литве, Германии, Франции, Швеции и Швейцарии. Также встречается в США и Грузии. На территории России встречается в Краснодарском крае.